# Paphiopedilum druryi
Paphiopedilum druryi é uma espécie de orquídea terrestre, família Orchidaceae, endêmica de pequena região no sudoeste da Índia, os Montes Travancore, distante mais de mil quilômetros da espécie mais próxima.